# Indianapolis Metropolitan Police Department

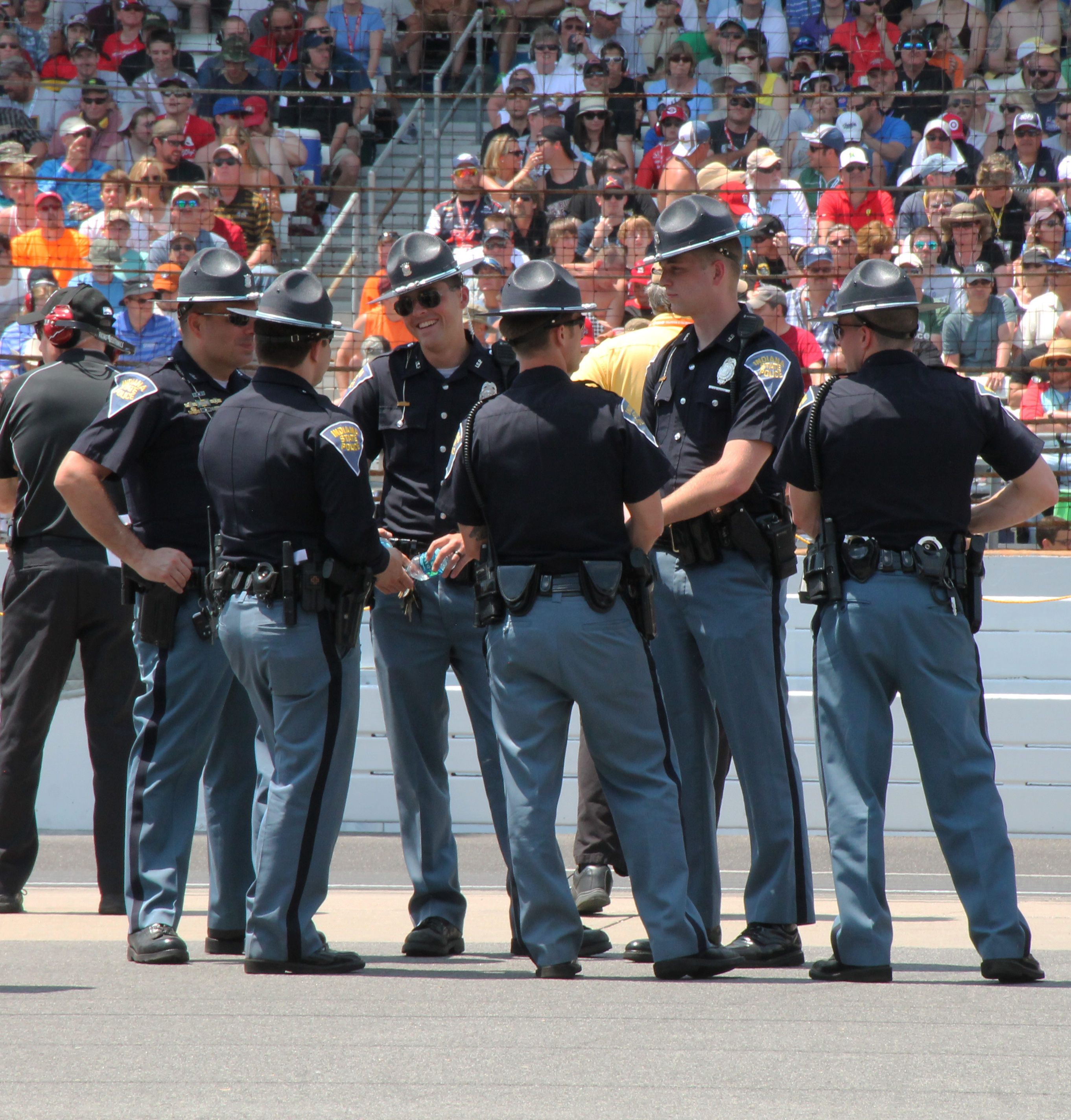
IMPD, 2015 Indianapolis 500

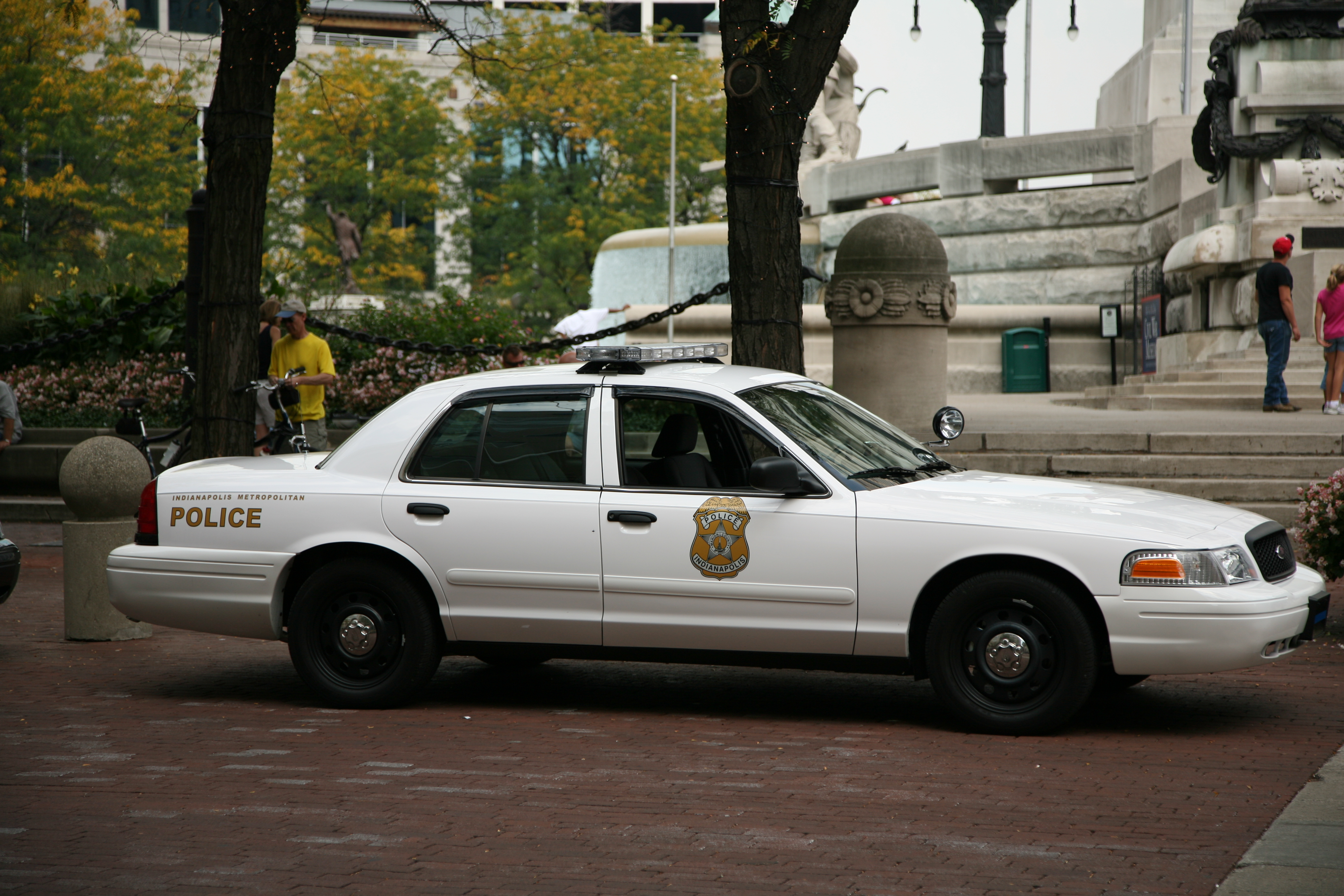
Auto van IMPD

Het Indianapolis Metropolitan Police Department (IMPD) handhaaft sinds 1 januari 2007 de wet in Indianapolis. Het rechtsgebied beslaat Mation County behalve Beech Grove, Lawrence, Southport en Speedway. De afdeling ontstond in 2007 door de fusie van het Indianapolis Police Department en de divisie van de county.

## Organisatie
Het IMPD wordt geleid door de gekozen sheriff van Mation County, Frank J. Anderson. De sheriff stelt een hoofd van politie aan om de dagelijkse zaken te behandelen. Er zijn twee assistenten en vier hulpsheriffs, elk met een eigen gebied waar deze verantwoordelijk voor is.